# Novoszlobodszkaja metróállomás
A moszkvai metró Novoszloboszkaja (oroszul: Новослободская) állomása az 5-ös számú, barna színnel jelzett, Kolcevaja nevű körvonalán, a Tverszkoj kerületben, a főváros Központi közigazgatási körzetében található. Szomszédos állomásai ezen a vonalon a Belorusszkaja és a  Proszpekt Mira. Az állomáson 1988 óta átszállási lehetőség van a 9-es számú, szürke színnel jelzett, Szerpuhovszko-Tyimirjazevszkaja nevű vonal Mengyelejevszkaja állomására, eleinte a felszínen keresztül, majd 1992 óta a mélyben is.

## Története
Az állomást 1952. január 30-án nyitották meg a Kolcevaja vonal Kurszkaja és Belorusszkaja állomásai közötti szakasz átadásakor. Az állomás tervezője Alekszej Nyikolajevics Duskin volt, akinek ez volt az utolsó munkája. Az állomás műemléki védettség alatt áll. Nevét az azonos nevű utcáról kapta, aminek a legelején található, az utca pedig a 17. században itt lévő városnegyedről, ami szabad emberek lakóhelye volt. 2017-ben az állomás jelentős rekonstrukció előtt volt.

## Építészete, díszítése
A 40 méter mélyen fekvő háromalagutas, pilonos kiképzésű állomás központi termének átmérője 9,5 méter. Az állomás különlegessége a 32 darab nagyméretű, festett üvegből készült, hátulról megvilágított kompozíció, amely rigai művészek alkotása.

## Fordítás
Ez a szócikk részben vagy egészben  a(z)   Новослободская (станция метро) című orosz Wikipédia-szócikk ezen változatának fordításán alapul.  Az eredeti cikk szerkesztőit annak laptörténete sorolja fel. Ez a jelzés csupán a megfogalmazás eredetét és a szerzői jogokat jelzi, nem szolgál a cikkben szereplő információk forrásmegjelöléseként.